# El diario de Ana Frank (obra de teatro)
El diario de Ana Frank (The Diary of Anne Frank en su título original) es una obra de teatro de los dramaturgos estadounidenses Frances Goodrich y Albert Hackett, estrenada en 1955, basada en el libro homónimo de la niña Ana Frank.

## Argumento
Otto Frank (Joseph Schildkraut), exprisionero de un campo de concentración nazi, regresa al lugar donde estaban escondidos él y su familia. Allí recibe el diario de su hija. En el diario aparece la historia de cómo Otto ocultó a su familia en un ático; a su esposa Edith Frank (Gusti Huber) y sus dos hijas Anne Frank (Millie Perkins) y Margot Frank (Diane Baker), así como a tres miembros de la familia van Daan (llamada Van Pels en realidad), Hans van Daan (Lou Jacobi), Petronella van Daan (Shelley Winters) y Peter van Daan (Richard Beymer), y al dentista Albert Dussel (Ed Wynn), de la persecución de la Gestapo. La historia muestra las crecientes tensiones del grupo, la escasez de alimentos y el enamoramiento de Anne hacia Peter van Daan, con el telón de fondo de la Segunda Guerra Mundial en Ámsterdam. Tras dos años en esa situación, son descubiertos y el edificio es asaltado por los nazis, siendo todos enviados a campos de concentración.

## Representaciones destacadas
- Cort Theatre, Broadway, Nueva York, 5 de octubre de 1955.Estreno. En cartel, hasta el 22 de junio de 1957, con 717 funciones.[1]
  - Dirección: Garson Kanin.
  - Intérpretes: Joseph Schildkraut (Otto Frank), Susan Strasberg (Anne Frank), Stephen Press (Peter van Daan), Gusti Huber (Edith Frank), Jack Gilford (Mr. Dussel), Dennie Moore (Mrs. Van Daan),  Lou Jacobi (Mr. Van Daan).

- Alemania. 1 de octubre de 1956.[2]Tagebuch der Anne Frank
  - Estreno simultáneo en Aquisgrán, Dresde, Dusseldorf, Hamburgo, Karlsruhe, Constanza y Berlín Occidental.

- Nieuwe de la Mar, Ámsterdam, 27 de noviembre de 1956. Estreno en Holanda, bajo el título de Het Dagboek van Anne Frank en presencia de la Reina Juliana.
  - Traducción: Mies Bouhuys
  - Intérpretes: Martine Crefcoeur

- Phoenix Theatre, Londres, 29 de noviembre de 1956. Estreno en Reino Unido[3]
  - Dirección: Frith Banbury.
  - Intérpretes: George Voskovec (Otto Frank), Perlita Neilson (Anne Frank), Harry Lockart (Peter van Daan), Vera Fusek (Edith Frank), John Gabriel (Mr. Dussel), Miriam Karlin (Mrs. Van Daan), Max Bacon (Mr. Van Daan), Clarissa Stolz (Margot Frank).

- Teatro Eliseo, Roma, 31 de enero de 1957.Il diario di Anna Frank[4]
  - Dirección: Giorgio De Lullo.
  - Intérpretes: Romolo Valli, Elsa Albani, Niky De Fernex, Anna Maria Guarnieri, Nino Marchesini, Diana Torrieri, Luca Ronconi, Renata Mauro, Mario Maranzana, Ferruccio De Ceresa.

- Théâtre Montparnasse, París, 28 de septiembre de 1957.Le Journal d'Anne Frank
  - Dirección: Marguerite Jamois.
  - Intérpretes: Gilberte Géniat, Pascale Audret, Maurice Nasil, Michel Etcheverry, Josée Steiner, Jacques Charrier, Bernadette Lange.

- Habimah Theater, Tel Aviv, 1957.[5]
  - Dirección: Israel Becker.
  - Intérpretes: Ana Tai (Ana), Shimon Finkel (Otto).

- Rogaland Teater, Stavanger, 1957.Anne Franks Dagbok
  - Intérpretes: Liv Ullmann (Anne).

- Music Box Theatre, Broadway, Nueva York, 1997.[6]
  - Dirección: James Lapine.
  - Intérpretes: George Hearn (Otto Frank), Natalie Portman (Anne), Linda Lavin (Mrs. Van Daan), Harris Yulin (Mr. Van Daan), Sophie Hayden (Edith Frank).

## La obra en España
- Teatro Español, Madrid, 2 de enero de 1957.[7]
  - Dirección: José Tamayo.
  - Adaptación: José Luis Alonso.
  - Decorados: Sigfrido Burmann
  - Intérpretes: Luis Prendes (Frank), Teresa Gil (Magie), Enriqueta Torres (Sra. Van Dar), Ramón Elías (Sr. Van Dar), Pepe Rubio (Pedro), Blanca de Silos (Edith), Alicia Hermida (Margot), Berta Riaza, (Ana), José Sancho Sterling (Keller), Manuel Díaz González (Dusell)

- Teatro Bellas Artes, Madrid, 2001.[8]
  - Adaptación: Juan José Arteche.
  - Dirección: José Tamayo.
  - Escenografía: Gil Parrondo.
  - Intérpretes: Carmen Martínez Galiana (Ana), Pepe Rubio (Sr. Dussel), Julia Martínez (Edith), Vicente Gisbert (Otto), José Hervás, Mara Goyanes, César Sánchez, Marisa Segovia, Marco Sauco (Pedro), Lola Manzanares.

## Adaptaciones
La obra ha sido llevada al cine con guion de los mismos autores, en 1959 bajo el mismo título y con buena parte del elenco que estrenó la obra en Broadway y de nuevo en 1980, con Melissa Gilbert en el papel de Ana.

## Premios
- Premio Tony (1956)  a la Mejor Obra de teatro, además de cuatro nominaciones por mejor actriz (Susan Strasberg), mejor escenografía (Boris Aronson), mejor diseño de vestuario (Helene Pons) y mejor director (Garson Kanin).
- Premio Pulitzer (1956) para una obra de teatro a Albert Hackett y Frances Goodrich.
- Theatre World Award (1956). Mejor actriz a Susan Strasberg.
- New York Drama Critics Circle Award (1956). Mejor obra de teatro.